# Oanh đuôi nhọn Himalaya
Oanh đuôi nhọn Himalaya (Tarsiger rufilatus) là một loài chim trong họ Muscicapidae.
Nó là một loài chim di trú theo độ cao một khoảng cách ngắn, sinh sản trong rừng thông hỗn hợp với tầng cây thấp tại độ cao 3.000-4.400 m trong Himalaya và Đông Nam Tây Tạng và trú đông đông tại độ cao 1.500-2.500 m. Đây là loài ăn côn trùng. Loài này có mối liên quan chặt chẽ với oanh đuôi nhọn hông đỏ và thường đã được xem là một phân loài trong quá khứ, nhưng ngoài việc khác nhau về hành vi di trú (oanh đuôi nhọn hông đỏ là loài di cư đường dài), nó cũng khác về màu xanh da trời đậm của chim trống lớn và màu xám hơn ở chim mái và chim chưa trưởng thành.